# Aspidistra pileata
Aspidistra pileata är en sparrisväxtart som beskrevs av Ding Fang och L.Y.Yu. Aspidistra pileata ingår i släktet Aspidistra och familjen sparrisväxter. Inga underarter finns listade i Catalogue of Life.